# Jens Schwedler
Jens Schwedler (* 8. Februar 1968 in Neumünster) ist ein ehemaliger deutscher Querfeldein- und Straßenradrennfahrer und heutiger Sportlicher Leiter und Trainer.

## Sportliche Laufbahn
Jens Schwedler begann 1977 mit dem Radsport und startete für den Harvestehuder RV. 1986 wurde er Neunter bei den Junioren-Weltmeisterschaften im Querfeldein. Für vier Jahre von 1995 bis 1999 fuhr er für das Giant Mountainbike-Team und nahm an Weltcup-Rennen teil. 1997 belegte er bei den Mountainbike-Weltmeisterschaften den 13. Platz. 2002 und 2005 wurde er deutscher Meister der Elite im Querfeldeinrennen.
Ende 2005 beendete Schwedler seine Karriere als aktiver Leistungssportler der Elite, trat jedoch ab 2008 erneut bei deutschen und Weltmeisterschaften im Querfeldein an, auch in der Masters-Klasse. 2009 und 2010 wurde er Masters-Weltmeister (Altersklasse 40–44) im Querfeldeinrennen, 2011 Vize-Weltmeister. 2021 gewann er in Ipswich/Großbritannien erneut die Goldmedaille bei der Mastersweltmeisterschaft in der Altersklasse 50–54.

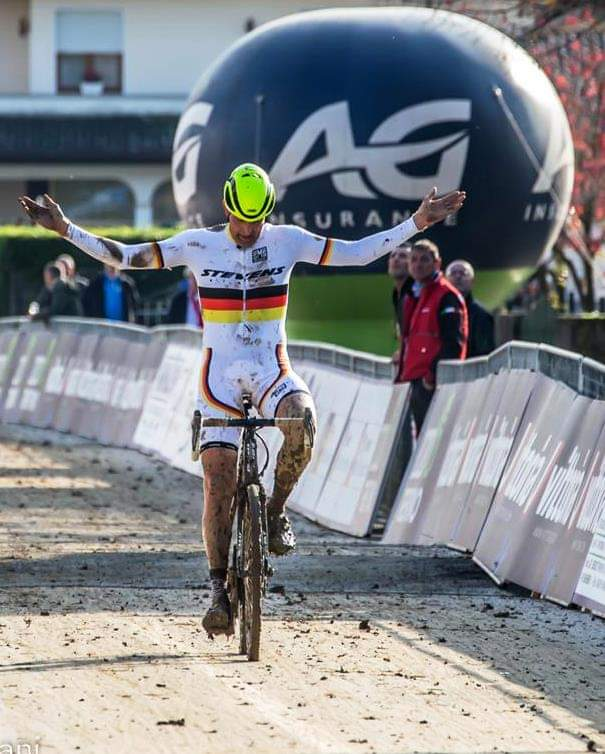
Jens Schwedler bei der Zieleinfahrt der Masters Europameisterschaft in Silvelle, Italien.

## Berufliches
Seit Ende der 1990er Jahre trainiert Schwedler als Sportlicher Leiter des Stevens Racing Team Radsport-Nachwuchs bis hin zu Weltmeisterschaften, darunter Fahrer wie Johannes Sickmüller, Ole Quast und Malte Urban. Außerdem brachte er gemeinsam mit dem Textilunternehmen Jeantex eine eigene Bikewear-Kollektionen unter dem Namen „JS Pro“ auf den Markt und agierte als Berater und Ideengeber für Radsport-Bekleidung. Er setzt sich öffentlich aktiv für die Förderung des Cyclocross in Deutschland ein und tritt als Radsport-Experte in Magazinen wie Focus oder Roadbike auf. Schwedler hat ursprünglich eine Ausbildung zum Groß- und Außenhandelskaufmann absolviert und ist auch heute noch für Stevens Bikes tätig.

## Doping-Vorwürfe
Am 6. Oktober 2006 wurde bekannt, dass der langjährige Arzt des Hamburger Cross-Teams Stevens-Racing Tilman Steinmeier drei Fahrer des Teams (Schwedler, Fabian Brzezinski und Johannes Sickmüller) mit EPO, Andriol und Synacthen versorgt haben soll. Im Januar 2012 wurde bekannt, dass die Antidoping-Kommission des Bundes Deutscher Radfahrer (BDR) zwar eine Bestrafung der drei Sportler gefordert hatte, aber das Bundessportschiedsgericht des BDR die drei Verfahren im Januar eingestellt hatte.

## Erfolge

### Querfeldein
1993
GP Jean Bausch/Pierre Kellner
2002
 Deutscher Meister
2005
 Deutscher Meister
Sieger Jeantex Tour Transalp
2009
 Deutscher Meister
Weltmeister Masters
2010
 Deutscher Meister
Weltmeister Masters
2011
Vize-Weltmeister Masters
2012
 Deutscher Meister
2019
 Deutscher Meister
Vize-Europameister Masters
2020
 Deutscher Meister
2021
Weltmeister Masters